# Dubeček
Dubeček, dříve též zmiňovaný jako Dubček či Malý Dubeč, je část Dubče v městské části Praha-Dubeč v městském obvodu Praha 10 hlavního města Prahy. 

## Popis a poloha
Dubeček je z obou částí Dubče blíže Praze, jeho centrem je Lipové náměstí s kostelem svatého Petra. Jádro vsi se nachází na terase nad levým břehem Říčanského potoka naproti vrchu Rohožník. Novější zástavba rodinných domků je rozložena na jih kolem silnice na Uhříněves a k severovýchodu jako čtvrť Lázeňka kolem ulice k Dubči, s níž již Dubeček během 20. století srostl. Od Dubče není dnes Dubeček oddělen ani katastrálně, ani evidenčně (číslováním domů), ani statisticky (hlavní zástavba Dubče i Dubečku spadá společně do základní sídelní jednotky Dubeč).

## Historie

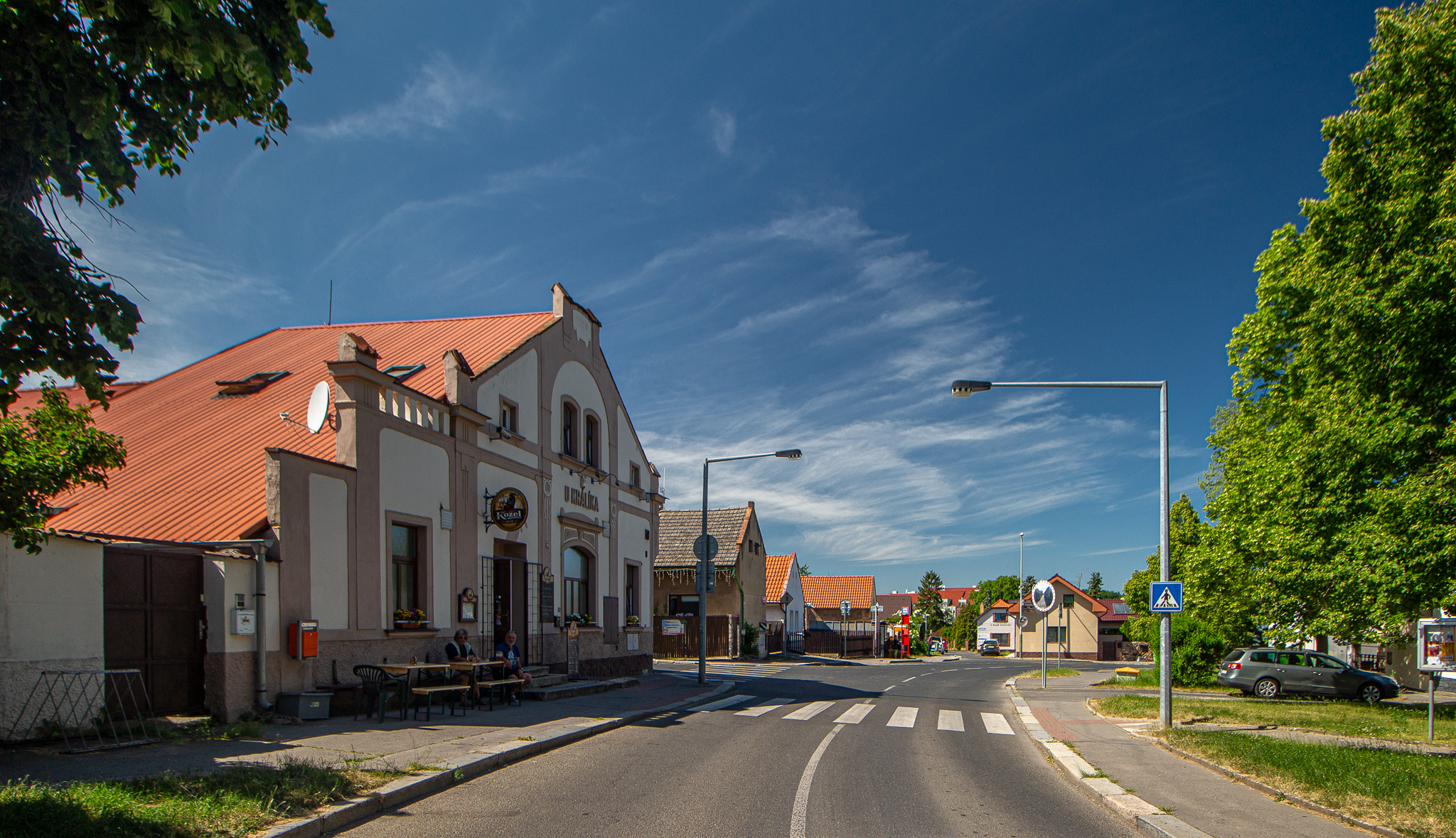
Lipové náměstí v Dubči s hospodou

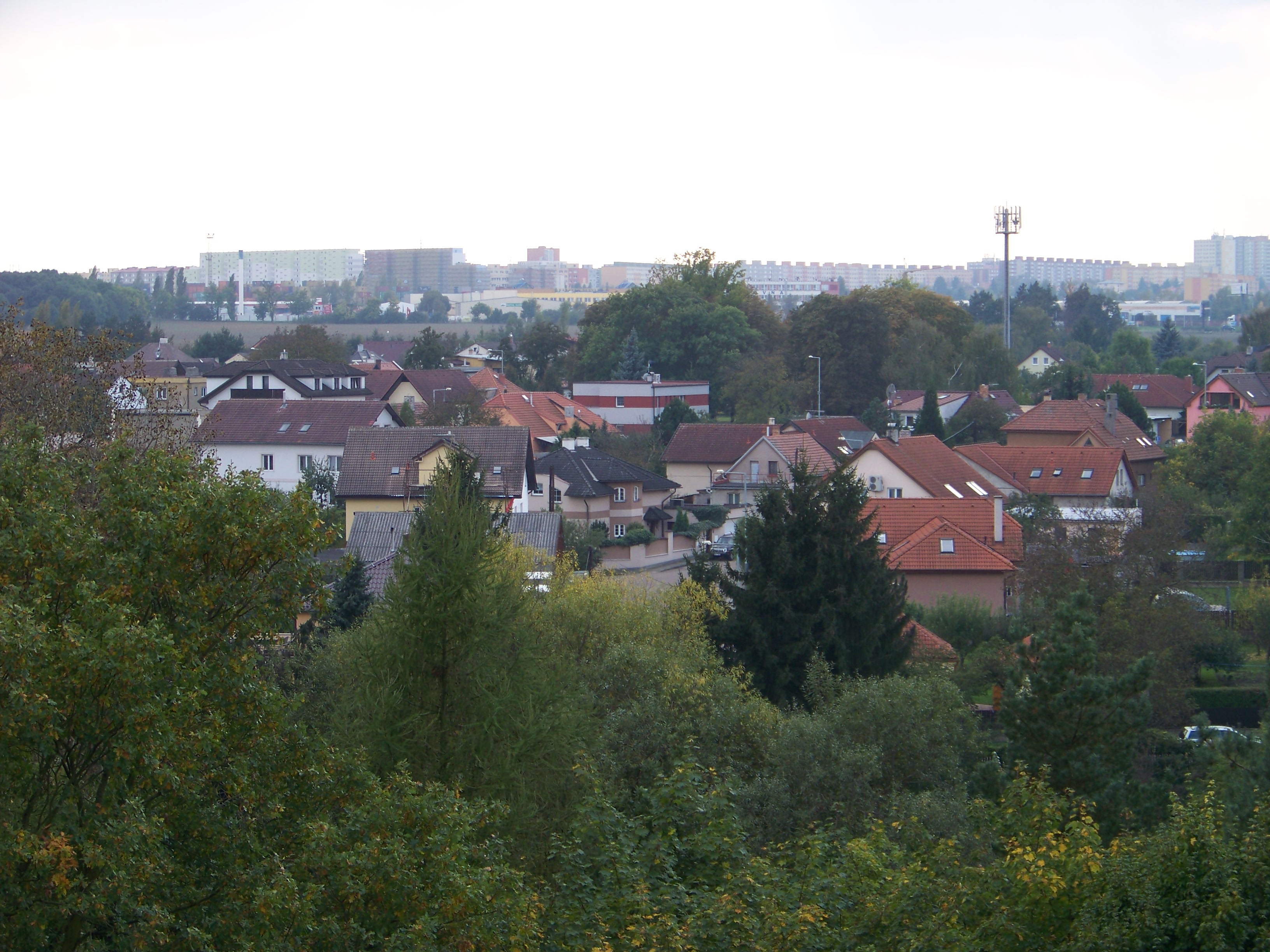
Dubeček z Rohožníku

Nejstarší část současného kostela je datována do 1. čtvrtiny 14. století, nelze však vyloučit existenci staršího předchůdce. První výslovné zmínky o Dubečku jsou až ze 14. století, nicméně u zmínky o Dubči z roku 1088 není jisté, zda se nevztahuje k Dubečku. Potomci pražského měšťana Jana Mulnera, který Dubeč držel od 1391, se píší „z Dubečka″; tentýž přídomek má k roku 1440 Otík z Dubečka. Poté byla ves pustá. Počátkem 16. století bylo její území připojeno k Průhonicům, roku 1547 natrvalo k Dubči, ale ves byla obnovena až v 18. století (ještě roku 1713 je v tereziánském katastru uveden „V Dubečku kostel o samotě, bez lidí″).
Severovýchodně od kostela, v místech dnešního čp. 1012 (dříve 12) stávala zhruba od poloviny 14. století tvrz. Dochován je pouze náznak valu severně od budovy, pozůstatkem tvrziště by mohl být i téměř 2 metry vysoký terénní stupeň mezi domy čp. 1018 a 1042 v ulici K Starému lomu. Původní tvrziště zřejmě respektuje výrazné zakřivení ulice Smírná. Tvrz byla roku 1508 již prokazatelně pustá. Zříceniny, dobře patrné ještě v 1. polovině 19. století, patrně pozůstatky věžové stavby obehnané valem a příkopem, byly místními obyvateli považovány za klášter.
V minulosti bylo v okolí Dubečku větší množství rybníků, zřízených pravděpodobně na přelomu 15. a 16. století a zrušených vesměs v průběhu 18. a 19. století.